# Tjörnes
Tjörnes is een smal schiereiland van IJsland dat tussen de Skjálfandi en de Öxarfjörður in ligt. Het plaatsje Húsavík is de grootste nederzetting van het schiereiland, en ligt aan de zuidwestelijke kust. Tot het schiereiland horen drie kleine eilandjes. Lundey is het grootste van de drie en ligt het meest zuidelijk. Aan de noordkust liggen de Mánáreyjar, die Háey (hoge eiland) en Lágey (lage eiland) heten.
Met name tussen Húsavík en het meest noordelijke punt bij Mánárbakki komen meerdere kleine riviertjes bij de kust uit. De belangrijkste zijn Reyðará, Kaldakvísl, Rekaá, Skeifá, Hallbjarnarstaðaá en Máná. Aan het eind van de Skeifá bevindt zich de hoge waterval Skeifárfoss. Ten zuiden van de Hallbjarnarstaðaá liggen aan de kust verscheidene grote stenen die van Groenland afkomstig zijn en door drijfijs verplaatst zijn. De grootste steen heet Torfasteinn. Aan weerszijden van de monding van de Hallbjarnarstaðaá bevinden zich in de steile kust vele maritieme fossielen van voornamelijk schelpen. Het is overigens streng verboden om deze fossielen mee te nemen.
Op het meest noordelijke punt Tjörnestá (teen van Tjörnes) staat een vuurtoren uit 1963. Het nabijgelegen Mánárbakki heeft tijdelijk als een Japans wetenschappelijke onderzoekscentrum naar het noorderlicht gefungeerd.